# Ya no más
«Ya no más» es una canción interpretada por la cantante peruana Susan Ochoa. Fue lanzada el 1 de enero de 2019, como parte de su álbum de estudio debut, La Dueña Soy Yo, publicado en enero del mismo año.
Fue la canción representante de Perú de la edición 2019 del Festival Internacional de la Canción de Viña del Mar en Chile. Ganó dos gaviotas en la Competencia Internacional, siendo reconocida como la mejor canción, además Ochoa recibió el premio a la Mejor Intérprete.
Recibió elogios generalizados por parte de la crítica, audiencia, y diversas autoridades de Estado, siendo acogida como un himno, grito de lucha por su mensaje en contra de la violencia de género, y es considerada la canción más memorable de la carrera musical de Ochoa.
La canción logró ser una de las más escuchadas encabezando las listas de éxitos en Perú durante 2019, y fue galardonada como la mejor canción del año en su país.

## Composición

### Antecedentes
Mientras se hacía el disco de Ochoa "La Dueña Soy Yo" con el productor musical Jesús "El Viejo" Rodríguez, este le comentó la posibilidad de mandar una canción para el Festival de Viña del Mar, en Chile, ambos enfatizaron como punto central, un tema a la mujer. Es así que ya teniendo la música, llamó a la cantante Eva Ayllón para sumarse al proyecto, accediendo. Al final se unió el cantautor Pelo d'Ambrosio, con quiénes revisaron la letra y realizaron los arreglos respectivos para conseguir el resultado final.

### Mensaje
La letra de la canción no solo es un llamado de atención contra la violencia hacia la mujer, de género, sino también una búsqueda de visibilización de este mal, indicaron los compositores e intérprete.

### Cifras
En lo que va de 2019, 22 mujeres han sido asesinadas bajo la modalidad de feminicidio. Durante 2018, se registraron 149 víctimas.
Además, según el Ministerio de la Mujer y Poblaciones Vulnerables, solo en Lima, “entre enero y noviembre de (2018), se han denunciado 39,000 casos de violencia contra la mujer e integrantes del grupo familiar, aproximadamente 170 diarios”.

“Deseo para todas las personas que quizás tengan un sueño y aún no estén siguiéndolo que sigan trabajándolo. Quizás estén cuidando a niños, quizás en un mercado, no sé, en mil cosas, pero darse cuenta de que lo que nos hace feliz y nos llena hay que perseguirlo. Nada mejor que la sonrisa plena de una persona, de la mujer que no calla, que sale adelante, a pesar de las adversidades, a pararnos, a sacudirnos, a sonreír y salir para adelante”. Según una entrevista de Susan Ochoa con el Diario El Universo (Guayaquil) de Ecuador.

## Viña 2019

### Selección
El proceso de selección fue complejo, más de 600 aspirantes de 45 países optaron para competir en el festival de música más importante de Latinoamérica, en el que Perú fue semifinalista en la Competencia Internacional a realizarse en febrero y marzo de 2019.

### Primera ronda
Pese a un problema técnico que la obligó a reiniciar su presentación en su debut en la competencia internacional del festival chileno, con una calificación de 6,1 de 7, la cantante peruana obtuvo el puntaje más alto de la noche en su categoría.

### Segunda ronda y clasificación
En su segunda presentación logró hacer una puntuación de 6,7 y se impuso a los representantes de Panamá y Colombia, que hicieron una puntuación total de 4,2 y 5,7 respectivamente. El primer lugar obtenido en sus dos primeras presentaciones le valió para quedarse con el segundo lugar con 6,3 en el ranking general, por detrás de Ecuador 6,4. En tercer lugar quedó Chile 6.0. Estos tres países competirán por la gaviota de plata el 28 de febrero.

### Final
La noche del 28 de febrero del 2019, Ecuador y Perú igualaron con la calificación más alta del público digital: 5,3, por ello la decisión final pasó por las manos del jurado. Con un puntaje de 6,8 sobre 7, ganó el cotizado trofeo a la Mejor Canción, además fue premiada con la Gaviota a Mejor Intérprete, mientras que Dayanara Peralta de Ecuador obtuvo un 6,0, y Neven Ilic de Chile un 5,5 en el resultado general.

“Gracias en primer lugar a Dios que me permite seguir mis sueños, a las personas que siempre me apoyan, quienes siempre están conmigo. Esto es para todas la personas que siempre confían en mí. Su amiga de siempre, Susan Ochoa”. Primeras palabras de Susan Ochoa tras ganar en el Festival Internacional de la Canción de Viña del Mar.

### Hecho Histórico
El 1 de marzo de 2019, por primera vez en la historia, las canciones ganadoras de la Competencia Internacional y la Folclórica abrieron la última noche de clausura del evento latino más grande del mundo, siendo «Ya no más» interpretada por Susan Ochoa, la primera en presentarse en el escenario.

## Recepción
Destacando su valiente mensaje, interpretación y voz, recibió elogios generalizados por parte de la crítica, audiencia, y diversas autoridades de Estado.

### Nacional
El impacto de su triunfo, hizo que fuera tendencia nacional número 1, recibiendo así todo el respaldo del público peruano.
Fue felicitada por el Estado Peruano, como la Defensoría del Pueblo, Ministerio de la Mujer y Poblaciones Vulnerables, Ministerio de Cultura  y el Ministerio de Educación.
Siendo declarada Hija Ilustre de su natal Pátapo, en Chiclayo, Lambayeque, para expresarle su agradecimiento, aprecio y reconocimiento por poner en alto el nombre del Perú.
Ochoa fue la máxima ganadora por votación popular en los Premios FAMA 2019 del diario La República, en Perú, otorgándole los reconocimientos como Mejor Artista, Mejor Cantante, Mejor Disco por "La Dueña Soy Yo", y la Mejor Canción con "Ya no más".

### Internacional
“Desde que salimos, dijimos: 'ella es', desde un principio”. Dijo el reconocido productor discográfico Humberto Gatica según una entrevista de la cantante mexicana Yuri con el programa Encendidos de Radio Programas del Perú.

“Susan es una increíble cantante, definitivamente ustedes tuvieron una gran representante. ”. Según una entrevista de la cantante mexicana Yuri con el programa Encendidos de Radio Programas del Perú.

“Nos hizo muy felices que ella ganara, porque destacó mucho por su pasión al cantar”. Según una entrevista del cantante mexicano Carlos Rivera con el diario El Comercio (Perú).

“Pude ver el festival y me encantó que haya ganado, me encantó como interpreta y tiene un potencial increíble….yo me sentí muy feliz por el Perú”. Según una entrevista de la cantante chilena Myriam Hernández con el diario PERUCOM.

“Fue espectacular, fue inevitable que se llevara los 2 premios, no tuvo ni que apostar por lo urbano o a lo moderno, sino que salió con algo más clásico, letra más sentida, y la rompió”. Según una entrevista del cantante chileno Américo con el diario El Comercio (Perú).

“Me dio muchísima alegría por Perú, porque es un país que siempre he amado y estuvo bien representado”. Según una entrevista del cantante español David Bisbal con Radio Programas del Perú.

Debido a sus logros obtenidos y su trayectoria musical, fue condecorada por la OEA, en Washington D. C., en 2019.

## Vídeo musical
El video musical que acompaña a la canción, estrenado el 2 de agosto, fue grabado bajo la dirección de Dany Tsukamoto, Eduardo Noblecilla Rubio, Diego Serrano Iturri, y la producción de Catorce & Seis y Cholo Filmmaking.
A pesar de que fue lanzado cinco meses después del triunfo en Viña del Mar, en los primeros tres días, el videoclip logró superar las 100 mil reproducciones en Youtube, y miles de comentarios positivos por su representación de la violencia de género, en el que ella además actuó.

## Posicionamiento en listas

### Semanal
| Listas (2019)             | Mejor posición |
| ------------------------- | -------------- |
| Perú Pop (Monitor Latino) | 6              |

### Anual
| Listas (2019)             | Posición |
| ------------------------- | -------- |
| Perú Pop (Monitor Latino) | 13       |

## En otros medios

### 2019
En mayo de 2019, volvió a la televisión chilena, en el concurso Rojo de TVN, entonando su canción 'Ya no más', impresionando a los asistentes.
El 2 de julio de 2019, Ochoa volvió a la televisión peruana, interpretando el tema, en el programa Yo Soy, en el cual el jurado la llenó de elogios.

### 2021
El 14 de febrero de 2021, Ochoa siendo parte de Yo Soy Grandes Batallas: Grandes Famosos junto al imitador de Dyango, interpretó el tema dentro de la competencia, y lograron ganar la ansiada copa.
En julio, el programa Mujeres al Mando de Latina Televisión, presentó en manera de rechazo a la violencia de género, la canción "Ya no más", interpretado en esta oportunidad por las cantantes peruanas Kate Candela y Estrella Torres.
El 19 de julio, la canción fue parte de las batallas del concurso La Voz Perú, entonado por las cantantes Joaquina Carruitero y Melissa Noblega del equipo Daniela Darcourt, siendo elogiadas por su grito de lucha que es 'Ya no más'.
El 26 de agosto, fue interpretado nuevamente, pero está vez en la final de La Voz Perú, por la concursante del equipo Eva Ayllón: Valeria Zapata.
En noviembre de 2021, Ochoa siendo co-coach del programa, interpretó su canción ganadora en La Voz Kids Perú, impresionando a los entrenadores Eva Ayllón, Christian Yaipén, Daniela Darcourt y Joey Montana.

### 2022 - presente
El 19 de julio, la canción fue interpretada en las audiciones a ciegas de la quinta temporada de La Voz Perú, emocionando a su autora Eva Ayllón, siendo ella misma coach del concurso.

## Ya no más Coronavirus
A finales de marzo de 2020, la Policía Nacional del Perú lanzó un videoclip en el que busca motivar a la ciudadanía a cumplir con la cuarentena decretada a nivel nacional por el COVID-19, el cual viene acompañado de una nueva versión de la canción «Ya no más», de Susan Ochoa.
El videoclip del motivador tema muestra a efectivos de los diferentes estamentos de la Policía cumpliendo sus labores y realizando actos solidarios con la ciudadanía como la entrega de mascarillas y labores de limpieza de algunas zonas del país.